# Вера Верба
Вера Верба, наст.: Гертруда Петровна Соколова (14 января 1942, д. Высокий Городец, Толочинский район — 15 июля 2012) — белорусская поэтесса, переводчица.

## Биография
Родилась в семье служащих. Отец, Пётр Андреевич Марков, погиб в 1941 под Смоленском. Мать, Надежда Васильевна Козловская, работала инженером в Минске. В 1958 В. Верба окончила среднюю школу в Минске и поступила на филологический факультет БГУ, который окончила в 1964. Работала внештатным корреспондентом журнала «Маладосць» (1964—1969), старшим инспектором отдела пропаганды литературы Управления книжной торговли Госкомитета по печати при Совете Министров БССР (1969−1971). С 1972 — литработник, потом заведующий отделом писем и информации редакции газеты «Літаратура і мастацтва», с 1977 внештатный корреспондент журнала «Работніца і сялянка», с 1980 — в журнале «Беларусь». Член Союза писателей СССР с 1964 года, избиралась членом бюро секции поэзии Союза писателей БССР. Жила в Минске. У неё есть сын.

## Творчество
Дебютировала в 1958 стихами в республиканских журналах («Полымя», «Вясёлка», «Работніца і сялянка»). Автор сборников поэзии «Вочы вясны» (1962), «Белыя пісьмы» (1967), «Высакосны год» (1969), «Сіняя бухта» (1975), «Альфа» (1978), «Мая маленькая планета» (1982), «Яраслаўна» (1986). Вышла книжка стихов для детей «Пралеска» (1968). В 1976 г. вышло «Избранное» («Выбранае»), в 1987-м — книга избранной поэзии «Белыя пісьмы», в 1995-м — «Апошні верасень».
Стихотворение «Ручнікі», было положено на музыку М. Петренко и стало популярной песней. Помимо этого, песни на стихи поэтессы написали И. Барсуков, Л. Свердель . Произведения В. Вербы переводились на русский и другие языки.
В. Верба перевела на белорусский язык книгу «Дикая собака динго, или Повесть о первой любви» Р. Фраермана (1975).
Первая же книга В. Вербы «Вочы вясны» оставила хорошие впечатления, обратила внимание критики. Отмечалось, что некоторые стихи из этой книги стали достоянием белорусской поэзии. Произведения В. Вербы печатались в журналах «Полымя», «Маладосць», «Беларусь», в газете «Літаратура і мастацтва» и др. Поэзия В. Вербы — лирическая исповедь о времени и своём поколении. Основные мотивы — прославление молодости, любви, материнства, размышление над историей родного края и проблемами современности. Произведения поэтессы определяются мечтательностью, романтичностью, но вместе с тем иногда в них ощущается растерянность перед бытовыми неувязками, понимание сложности женской судьбы, нелёгкости жизненных испытаний. В. Верба по-своему переосмысливала образы и мотивы устного народного творчества.